# River Axe (Lyme Bay)
Die Axe ist ein Fluss in den südwestenglischen Grafschaften Devon, Dorset und Somerset. Sie entspringt nordwestlich der Kleinstadt Axminster in Beaminster in der Grafschaft Dorset, fließt zunächst nach Westen und dann nach Süden und mündet in einem Ästuar bei Axmouth in der Nähe von Seaton in Devon in den Ärmelkanal. Der Wasserlauf ist nicht schiffbar, lediglich im Mündungsbereich können Boote verkehren. Im Fluss gibt es Forellen und gelegentlich Lachse.